# Мчедлишвили, Георгий Захарович
Гео́ргий Заха́рович Мчедлишви́ли (1912 год, Сигнахский уезд, Тифлисская губерния, Российская империя — неизвестно, Грузинская ССР) — бригадир колхоза имени Тельмана Лагодехского района, Грузинская ССР. Герой Социалистического Труда (1948).

## Биография
Родился в 1912 году в крестьянской семье в одном из сельских населённых пунктов Сигнахского уезда. После окончания сельской школы трудился рядовым колхозником в местном колхозе до призыва в Красную Армию на срочную службу. В годы Великой Отечественной войны служил вольнонаёмным в составе 110-го полевого фронтового склада инженерного имущества Наркомата обороны на Закавказском фронте. После войны возвратился в Грузию, где стал трудиться бригадиром в колхозе имени Тельмана Лагодехского района.
В 1947 году бригада под его руководством собрала в среднем с каждого гектара по 23,15 центнеров табачного листа с площади 16 гектаров. Указом Президиума Верховного Совета СССР от 29 августа 1949 года удостоен звания Героя Социалистического Труда за «получение в 1947 году высокого урожая сортового зелёного чайного листа и табака» с вручением ордена Ленина и золотой медали «Серп и Молот» (№ 830).
Этим же указом званием Героя Социалистического Труда были удостоены председатель колхоза Георгий Виссарионович Натрошвили (лишён звания в 1962 году), звеньевые Георгий Китесович Гурашвили и Георгий Константинович Хуцишвили.
С 1968 года — персональный пенсионер союзного значения. Дата смерти не установлена.
Награды
- Герой Социалистического Труда
- Орден Ленина
- Медаль «За оборону Кавказа» (01.04.1944)